# 2009-es Indy Japan 300
A 2009-es Indy Japan 300 volt a tizenhatodik verseny a 2009-es IndyCar Series szezonban, a versenyt 2009. szeptember 19-én rendezték meg az 1,52 mérföldes (2,446 km) Twin Ring Motegi pályán Japánban, Motegi-ben.

## Rajtfelállás
| Rajtsor | Belső ív | Belső ív          | Külső ív | Külső ív        |
| ------- | -------- | ----------------- | -------- | --------------- |
| 1       | 9        | Scott Dixon       | 5        | Mario Moraes    |
| 2       | 10       | Dario Franchitti  | 6        | Ryan Briscoe    |
| 3       | 02       | Graham Rahal      | 7        | Danica Patrick  |
| 4       | 06       | Oriol Servià      | 4        | Dan Wheldon     |
| 5       | 18       | Justin Wilson     | 23       | Tomas Scheckter |
| 6       | 20       | Ed Carpenter      | 2        | Raphael Matos   |
| 7       | 24       | Mike Conway       | 26       | Marco Andretti  |
| 8       | 14       | Ryan Hunter-Reay  | 34       | Kosuke Matsuura |
| 9       | 43       | Roger Yasukawa    | 13       | E. J. Viso      |
| 10      | 33       | Robert Doornbos   | 98       | Stanton Barrett |
| 11      | 3        | Hélio Castroneves | 27       | Hideki Mutoh    |
| 12      | 11       | Tony Kanaan**     |          |                 |

- ** Kanaan eredetileg a 14. helyre kvalifikálta magát de megbukott az autója az időmérő utáni ellenőrzésen ezért törölték az eredményét.

## Futam
| Pozíció | #  | Pilóta            | Csapat                     | Futott kör | Idő/Kiesés oka | Rajthely | Élen töltött körök száma | Pont |
| ------- | -- | ----------------- | -------------------------- | ---------- | -------------- | -------- | ------------------------ | ---- |
| 1.      | 9  | Scott Dixon       | Chip Ganassi Racing        | 200        | 1:51:37.6411   | 1        | 139                      | 53   |
| 2.      | 10 | Dario Franchitti  | Chip Ganassi Racing        | 200        | +1.4475        | 3        | 53                       | 40   |
| 3.      | 02 | Graham Rahal      | Newman/Haas/Lanigan Racing | 200        | +3.2002        | 5        | 3                        | 35   |
| 4.      | 06 | Oriol Servià      | Newman/Haas/Lanigan Racing | 200        | +7.3720        | 7        | 0                        | 32   |
| 5.      | 5  | Mario Moraes      | KV Racing Technology       | 200        | +12.7643       | 2        | 0                        | 30   |
| 6.      | 7  | Danica Patrick    | Andretti Green Racing      | 200        | +16.1392       | 6        | 0                        | 28   |
| 7.      | 26 | Marco Andretti    | Andretti Green Racing      | 200        | +16.6513       | 14       | 0                        | 26   |
| 8.      | 4  | Dan Wheldon       | Panther Racing             | 200        | +17.2646       | 8        | 0                        | 24   |
| 9.      | 2  | Raphael Matos     | Luczo-Dragon Racing        | 200        | +17.5790       | 12       | 0                        | 22   |
| 10.     | 3  | Hélio Castroneves | Team Penske                | 199        | +1 Kör         | 21       | 0                        | 20   |
| 11.     | 11 | Tony Kanaan       | Andretti Green Racing      | 199        | +1 Kör         | 23       | 0                        | 19   |
| 12.     | 18 | Justin Wilson     | Dale Coyne Racing          | 199        | +1 Kör         | 9        | 0                        | 18   |
| 13.     | 20 | Ed Carpenter      | Vision Racing              | 198        | +2 Kör         | 11       | 0                        | 17   |
| 14.     | 27 | Hideki Mutoh      | Andretti Green Racing      | 198        | +2 Kör         | 22       | 0                        | 16   |
| 15.     | 13 | E. J. Viso        | HVM Racing                 | 198        | +2 Kör         | 18       | 0                        | 15   |
| 16.     | 33 | Robert Doornbos   | HVM Racing                 | 198        | +2 Kör         | 19       | 0                        | 14   |
| 17.     | 34 | Kosuke Matsuura   | Conquest Racing            | 195        | +5 Kör         | 16       | 0                        | 13   |
| 18.     | 6  | Ryan Briscoe      | Team Penske                | 185        | +15 Kör        | 4        | 5                        | 12   |
| 19.     | 98 | Stanton Barrett   | Team 3G                    | 182        | +18 Kör        | 20       | 0                        | 12   |
| 20.     | 43 | Roger Yasukawa    | Dreyer & Reinbold Racing   | 172        | +28 Kör        | 17       | 0                        | 12   |
| 21.     | 14 | Ryan Hunter-Reay  | A. J. Foyt Enterprises     | 157        | Baleset        | 15       | 0                        | 12   |
| 22.     | 24 | Mike Conway       | Dreyer & Reinbold Racing   | 103        | Baleset        | 13       | 0                        | 12   |
| 23.     | 23 | Tomas Scheckter   | Dreyer & Reinbold Racing   | 83         | Váltóhiba      | 10       | 0                        | 12   |

## Bajnokság állása a verseny után
Pilóták bajnoki állása
| Pozíció | Pilóta            | Pont |
| ------- | ----------------- | ---- |
| 1       | Scott Dixon       | 570  |
| 2       | Dario Franchitti  | 565  |
| 3       | Ryan Briscoe      | 562  |
| 4       | Hélio Castroneves | 403  |
| 5       | Danica Patrick    | 381  |